# Symplecta rainieria
Symplecta rainieria är en tvåvingeart som först beskrevs av Alexander 1943.  Symplecta rainieria ingår i släktet Symplecta och familjen småharkrankar. Inga underarter finns listade i Catalogue of Life.